# 샬롬 하리프 울만
샬롬 하리프 울만(독일어: Shalom Charif Ullmann, 1755년 2월 27일 ~ 1825년 3월 6일)은 독일 프로이센 군주국 태생의 헝가리의 외교관 겸 탈무디스트이자 정치인이다.

## 주요 이력
그는 아직 헝가리 이주하기 이전 독일 프로이센 군주국의 프리드리히 빌헬름 3세 치세기 초엽 시절 프로이센 추밀원 행정관 직책을 잠시 지냈다.